# رامون گابیلوندو
رامون گابیلوندو (انگلیسی: Ramón Gabilondo; ۱۵ مارس ۱۹۱۳ – ۱۶ سپتامبر ۲۰۰۴) بازیکن فوتبال اهل اسپانیا بود.
از باشگاه‌هایی که در آن بازی کرده‌است می‌توان به باشگاه فوتبال رئال وایادولید، باشگاه فوتبال ایبار، و باشگاه فوتبال اتلتیکو مادرید اشاره کرد.
وی همچنین در تیم ملی فوتبال اسپانیا بازی کرده‌است.